# Roman Dmowski
Roman Stanisław Dmowski (Varsóvia; nascido em 09 de agosto de 1864 - 2 de janeiro de 1939) foi um político polonês, estadista e chefe ideólogo e co-fundador da Democracia Nacional ("Endecja"), movimento político que foi um dos mais fortes campos políticos da Polônia do período entreguerras. 
Apesar da sua personalidade controversa ao longo de sua vida, Dmowski foi fundamental na restauração da independência da Polônia. Juntamente com Józef Pilsudski, ele é considerado um dos políticos poloneses mais importantes do século XX. 

## Galeria

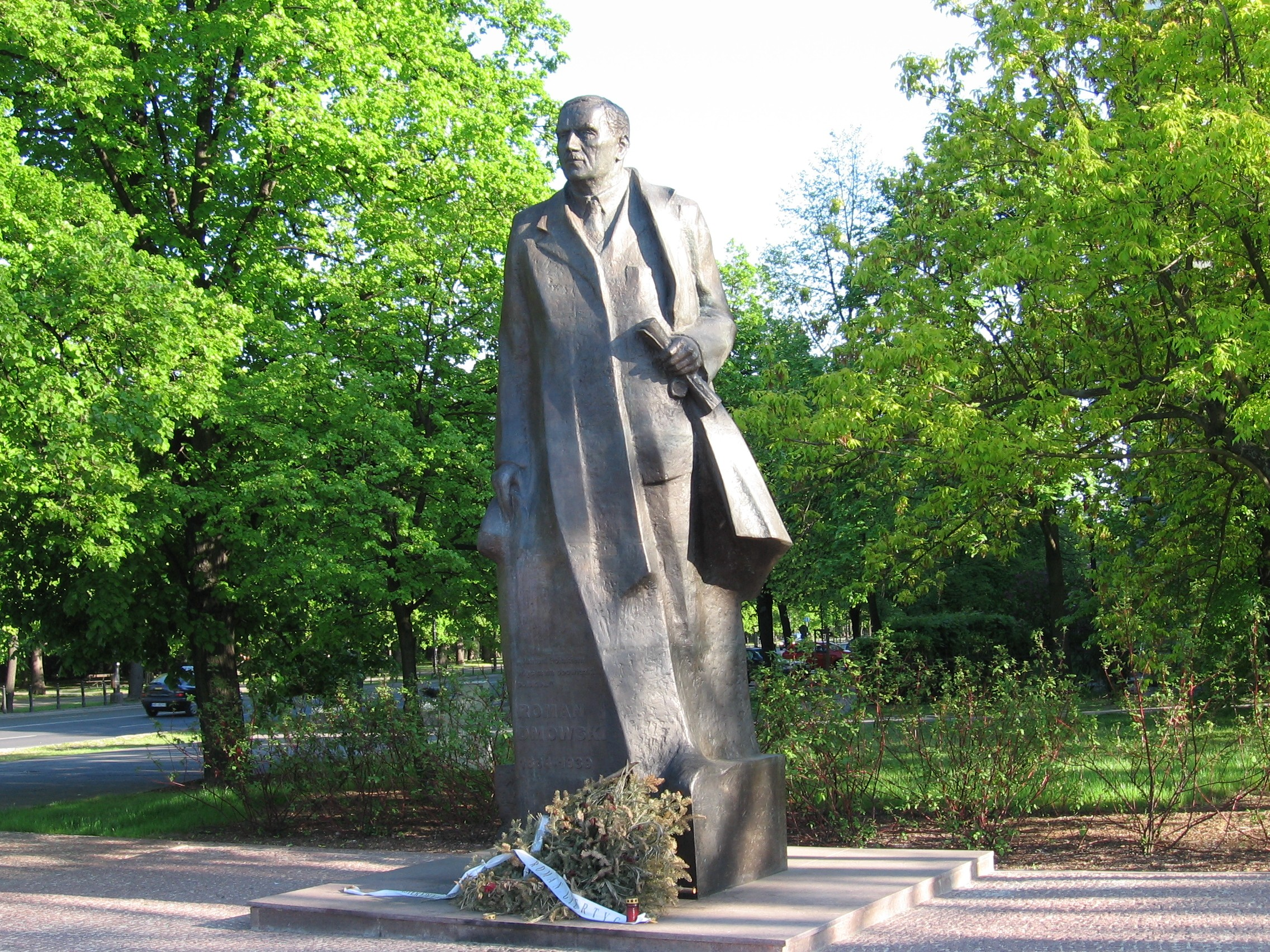
Estátua de Roman Dmowski em Varsóvia.
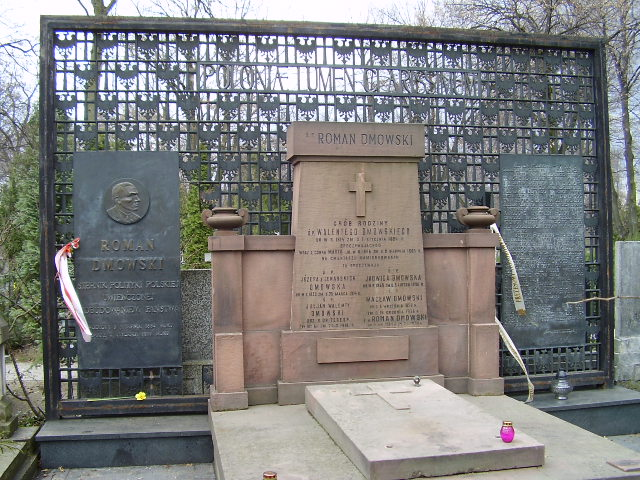
Sepultura de Dmowski.
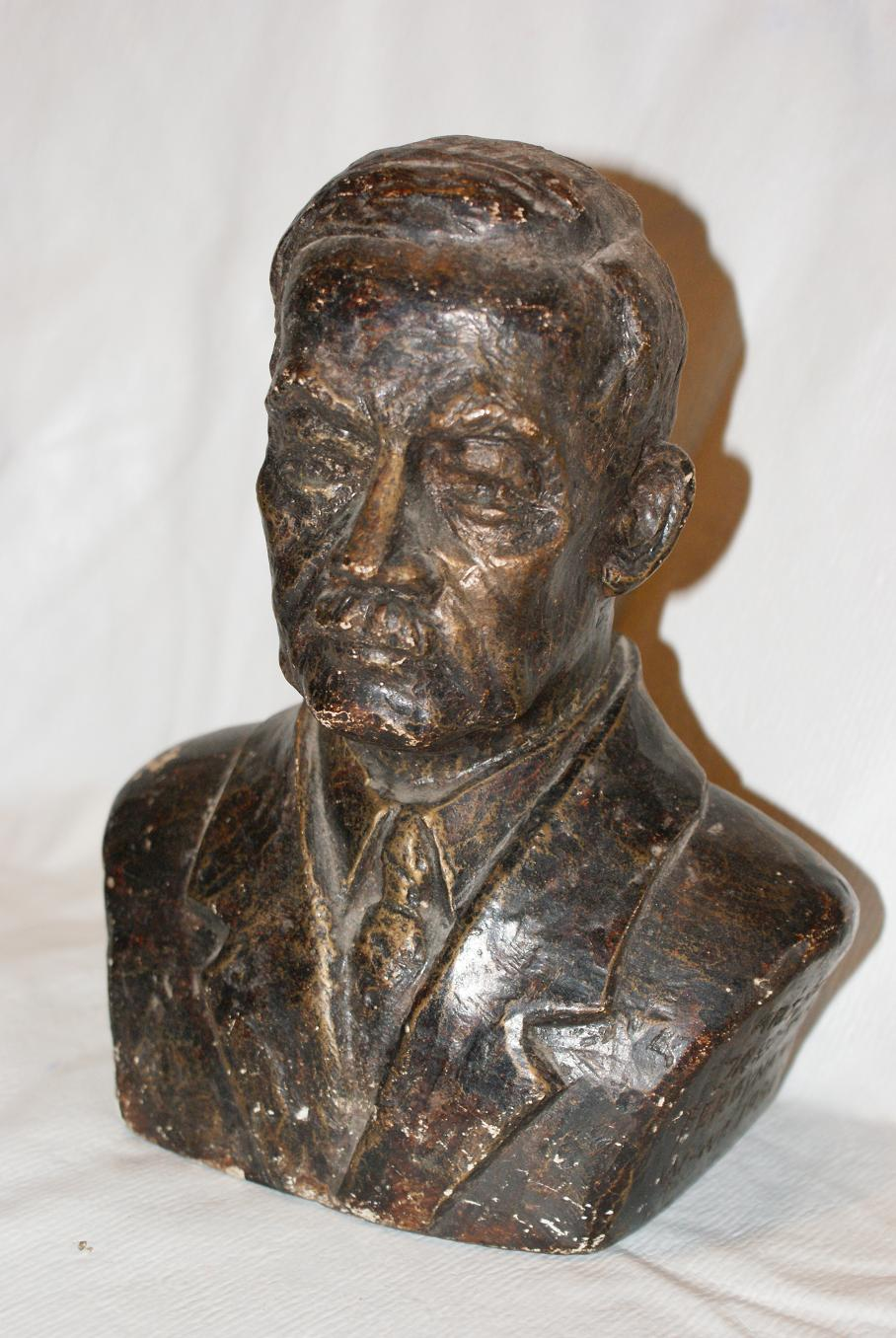
Busto de Roman Dmowski, modelo realizado Ferdinand Jarochy.